# Торичела
Торичѐла (на италиански: Torricella, на местен диалект Turricèdda, Туричеда) е малък град и община в Южна Италия, провинция Таранто, регион Пулия. Разположна е на 32 m надморска височина. Населението на общината е 4225 души (към 31 октомври 2009).